# Samsung Galaxy Gio

Samsung Galaxy Gio (номер моделі S5660) — смартфон компанії Samsung Electronics, який вийшов на мобільний ринок у 2011 році. Смартфон практично повністю повторює характеристики Samsung Galaxy Ace, за винятком меншої роздільної здатності камери, відсутності спалаху і меншої діагоналі дисплея (3.2").  Galaxy Gio працює на базі операційної системи Android 2.3.3  (однак існує можливість оновлення версії Android).

## Зовнішній вигляд
Galaxy Gio має лаконічний дизайн. Формфактор моноблок, із заокругленими кутами та глянцевим покриттям передньої частини, більшість якої займає 3.2" дисплей. Задня ж частина покрита матовою текстурною поверхнею; тут знаходться отвір 3.2-мегапіксельної камери та динамік. На ребрах телефону знаходиться регулятор гучності, слот для карти пам'яті та клавіша блокування дисплея. Також присутній microUSB порт, що крім зарядки від мережі дозволяє заряджати Galaxy Gio при підключенні до ПК; mini-jack 3,5 мм для підключення навушників. Смартфон має невеликі габарити (110 х 57 х 12 мм) і вагу (102 гр).

## Процесор
Смартфон обладнаний процесором Qualcomm MSM7227 (архітектура ARMv6) з тактовою частотою 800 МГц, та графічним процесором Adreno 200 з підтримкою OpenGL ES 2.0, OpenGL ES 1.1, OpenVG 1.1, EGL 1.3, Direct3D Mobile, SVGT 1.2 та DirectDraw.. Доступно 279 Мб оперативної пам'яті та 178 Мб для зберігання даних. Підтримка карт пам'яті microSD до 32 Гб. У комплекті поставляється 2-гігабайтна карта пам'яті. 

## Дисплей
Ємнісний TFT-LCD-екран з діагоналлю 3,2 дюйма та роздільною здатністю 320х480(HVGA), відображає до 16,7 млн кольорів. Також, завдяки встановленому акселерометру, зображення на дисплеї може бути представлене як у панорамному, так і у портретному режимі. Підтримка MultiTouch. Датчик наближення під час розмови вимикає підсвітку екрану. Як і на більшості смартфонів Samsung, тут встановлено інтерфейс TouchWiz 3.0. Виробник також додав Swype для прискореного вводу тексту (не потрібно натискати на окремі кнопки, лише провести пальцем від літери до літери, щоб ввести текст повідомлення).

## Камера
На Galaxy Gio встановлено 3,2 мегапіксельну камеру з максимальною роздільною здатністю 2048 х 1536 пікселів та автофокусом. LED-спалаху немає. Підтримка режимів одиночної, серійної та панорамної зйомки, авторозпізнавання усмішки у кадрі. Максимальна роздільна здатність фото – до 2048 х 1536 пікселів. Також апарат підтримує зйомку відеороликів з роздільною здатністю 320 х 240 пікселів та частотою 15 кадрів на секунду.

## Додаткова інформація
У смартфоні також встановлено GPS-навігатор та Wi-Fi, стереофонічне FM-радіо з підтримкою RDS, диктофон. Опція Think Free дозволяє переглядати, редагувати та створювати документи Word, Excel та PowerPoint безпосередньо на смартфоні. Samsung Galaxy Gio також має інтерфейси Bluetooth 2.1 та USB 2.0.

## Огляд Samsung Galaxy Gio
- http://gagadget.com/cellphones/2011-07-05-obzor_byudzhetnogo_android-smartfona_samsung_galaxy_gio_video/ [Архівовано 27 травня 2013 у Wayback Machine.]
- http://www.mobiset.ru/articles/text/?id=5564 [Архівовано 16 лютого 2019 у Wayback Machine.]
- http://fotomag.com.ua/tg/topic/obzor-samsung-s5660-galaxy-gio-177208.html [Архівовано 25 листопада 2012 у Wayback Machine.]